# Sans identité
Pour les articles homonymes, voir Unknown.
Pour plus de détails, voir Fiche technique et Distribution.
Sans identité ou Hors de moi au Québec (Unknown) est un thriller réalisé par Jaume Collet-Serra, et sorti en 2011. Il est adapté du roman français Hors de moi de Didier van Cauwelaert publié en 2003.
Le film suit le docteur Martin Harris qui, victime d'un accident de taxi en arrivant dans la ville de Berlin, tombe dans le coma. Après quelques jours, il se réveille dans un hôpital et s'étonne que sa femme ne soit pas à son chevet. Il la retrouve mais elle ne le reconnaît pas et affirme qu'un autre homme est son époux. Ignoré par la police, mais aidé de Gina, la conductrice du taxi accidenté et immigrante illégale, Harris essaie de reprendre son identité et de comprendre pourquoi il ne semble pas être celui qu'il prétend.

## Synopsis
Le Dr Harris et sa femme Liz atterrissent à Berlin, où Harris, invité par le professeur Bressler, sommité en génie génétique, doit participer à un symposium parrainé et financé par un prince arabe, Shada.
À l'aéroport, Harris oublie sur le caddie la mallette contenant ses papiers. Arrivé à l'hôtel Adlon où une suite a été retenue à leur intention, il s'en aperçoit et repart aussitôt en taxi pour l'aéroport en faisant un bref signe à sa femme qui discute à l'accueil car la suite qui leur a été réservée n'est pas celle prévue (suite « Eisenhower »).
Le taxi, conduit par une jeune femme, est bientôt pris dans des embouteillages et Harris lui demande de prendre un raccourci. Sur un pont sur la Spree, le véhicule devant eux fait soudain une embardée pour éviter un réfrigérateur qui tombe d'un camion. Voulant éviter l'obstacle, le taxi percute la rambarde et plonge dans la rivière. La jeune femme, qui a réussi à s'extirper du véhicule tandis que Harris est assommé par le choc, parvient non sans mal et d'extrême justesse à sauver celui-ci qui reste cependant sans connaissance. Puis elle s'éclipse.
Quelques jours plus tard, Harris se réveille à l'hôpital. Un médecin, le Dr Farge, lui apprend qu'il est resté quatre jours dans le coma et lui relate sa mésaventure. Harris, qui ne se souvient plus des circonstances exactes de son accident se rappelle cependant son nom et la raison de sa présence à Berlin. Il s'étonne que personne, surtout sa femme, n'ait cherché à avoir de ses nouvelles. Après avoir signé au médecin une décharge de responsabilité, il quitte prématurément l'hôpital et file à l'hôtel Adlon.
Arrivé à l'hôtel, il se présente et ne pouvant prouver son identité, indique avoir perdu tous ses papiers. La réception fait des difficultés car un Dr Harris est déjà dans l'hôtel, d'autant plus que Martin précise être dans la suite "Eisenhower", indisponible. Harris alors aperçoit sa femme dans un salon et croit pouvoir dissiper rapidement le malentendu. Il est conduit à celle-ci qui ne le reconnait pas. Liz est accompagnée par un homme qui se présente lui aussi comme étant le Dr Harris, à la différence que, lui, dispose de papiers pour le prouver. Harris a beau déclarer qu'il s'agit d'un imposteur, toutes les apparences sont contre lui et il doit quitter l'hôtel. Désemparé et esseulé dans cette ville qu'il ne connait pas, il appelle Cole, un collègue aux États-Unis, pour l'aider à se justifier et laisse un message sur son répondeur.
Le lendemain, Harris se rend à l'université et interrompt une entrevue entre le professeur Bressler et le même homme rencontré la veille à l'hôtel. À cause de son intrusion dans les locaux de la faculté, la police est alertée. Après avoir une nouvelle fois tenté de prouver son identité face à un professeur Bressler abasourdi et pensant prendre l'avantage, il déchante et s'évanouit lorsque le supposé Dr Harris lui montre une pièce d'identité certifiée, ainsi qu'une photo en compagnie de sa femme Liz. De ce fait, il est ramené à l'hôpital par les autorités, où il commence à sombrer dans la folie.
Là, le Dr Farge le rassure en lui disant que les troubles de ce type sont relativement courants après un tel choc et que la mémoire va sans doute lui revenir avec le temps. Son infirmière sympathise avec lui et lui indique l'adresse d'Ernst Jürgen, détective privé qui pourrait peut-être l'aider. Harris apprendra plus tard qu'il s'agit d'un ancien de la Stasi, police politique de l'ex Allemagne de l'Est.
Peu après, Smith, un homme qui l'a déjà suivi dans les couloirs du métro, s'introduit dans sa chambre et tente de l'assassiner. Harris parvient à s'échapper de justesse. Mais l'homme a tué l'infirmière et un autre membre du personnel. Harris comprend alors qu'il a eu affaire à un tueur professionnel.
Il décide d'aller voir Ernst Jürgen, que lui a conseillé la malheureuse infirmière. Il lui raconte toute son histoire et Jürgen lui conseille de retrouver la femme qui conduisait son taxi lors de l'accident.
Les seuls indices dont dispose Harris sont le livre de botanique de son père et Gina, la chauffeur de taxi, une immigrée bosniaque sans papiers qui travaille dans un restaurant depuis l'accident.
Tandis que Harris la persuade de l'aider, Jürgen fait des recherches sur le sommet de biotechnologie et découvre que le prince Shada d'Arabie saoudite y participera. Le prince finance un projet secret dirigé par Bressler et a survécu à de nombreuses tentatives d'assassinat. Jürgen soupçonne que le vol d'identité dont Harris dit avoir été victime pourrait y être mêlé.
Harris et Gina sont attaqués dans l'appartement de celle-ci par Smith et un autre tueur, Jones ; ils s'échappent après que Gina ait tué Smith.
Harris découvre que Liz a écrit une série de nombres dans son livre, qui correspondent à des mots sur certaines pages.
Connaissant son emploi du temps, Harris suit Liz dans un musée pour l'aborder seul à seul. Elle ne nie plus le connaître mais lui dit de partir au plus vite car tout a changé depuis qu'il a oublié sa mallette à l'aéroport.
Pendant ce temps, Jürgen reçoit Cole à son bureau et fait allusion à un groupe terroriste connu sous le nom de Section 15. Il lui laisse entendre qu'il sait que Cole en a été membre. Après avoir ainsi signé son arrêt de mort, Jürgen se suicide au cyanure pour protéger Harris.
Après avoir récupéré sa mallette, Martin se sépare de Gina. Lorsqu'elle le voit kidnappé par Cole et Jones, elle vole un taxi et les suit. Quand Harris se réveille, Cole lui explique que le soi-disant Martin Harris n'est en fait qu'un pseudonyme créé par Harris lui-même, mais que sa blessure à la tête lui a fait croire à la réalité du personnage qu'il ne faisait qu'incarner. Lorsque, à la suite de l'accident de Harris, Liz a informé Cole de sa disparition, un nouveau Harris a été activé pour le remplacer.
Alors que Harris va être liquidé, Gina écrase Jones, puis pousse la camionnette de Cole dans le vide. Elle explose en percutant le sol, tuant Cole.
Harris trouve un compartiment caché dans sa mallette contenant deux passeports canadiens. Parcourant le passeport de Harris, Gina constate qu'il est déjà venu à Berlin il y a trois mois. Harris se souvient alors que, lorsqu'il est venu trois mois avant avec Liz, il a dissimulé une bombe dans la suite « Eisenhower », dans laquelle doit séjourner le prince Shada.
Désormais conscient de son rôle dans le complot, Harris cherche à se racheter en le déjouant. La sécurité de l'hôtel arrête immédiatement Harris et Gina, mais Harris prouve sa précédente visite à l'hôtel. Une fois que la sécurité est convaincue de la présence de la bombe, elle fait évacuer l'hôtel.
Harris se rend compte que la cible de la Section 15 n'est pas le prince Shada, mais Bressler, qui a développé une variété de maïs génétiquement modifié capable de survivre à tous les climats.
Pendant ce temps, Liz accède à l'ordinateur portable de Bressler et vole les données. Avec la mort de Bressler et le vol de ses recherches, des milliards de dollars tomberaient entre de mauvaises mains. Voyant que la tentative d'assassinat a été déjouée, Liz tente de désarmer la bombe mais échoue et est tuée lorsqu'elle explose.
Harris tue son double "Harris", le dernier terroriste de la section 15, avant que celui-ci n'assassine Bressler.
Tandis que Bressler annonce qu'il va offrir son projet au monde, annonce provoquant la chute des cours d'importantes société pharmaceutiques et de trusts agro-alimentaires, Harris et Gina, munis de nouvelles identités, partent ensemble et montent dans un train.

## Fiche technique
- Titre original : Unknown
- Titre français : Sans identité
- Titre québécois : Hors de moi
- Réalisation : Jaume Collet-Serra
- Scénario : Oliver Butcher et Stephen Cornwell d'après le roman de Didier van Cauwelaert, Hors de moi
- Photographie : Flavio Labiano
- Montage : Timothy Alverson
- Musique : John Ottman et Alexander Rudd
- Production : Joel Silver, Leonard Goldberg et Andrew Rona
- Sociétés de production : Dark Castle Entertainment, Studio Canal et Studio Babelsberg
- Direction artistique VF : Barbara Tissier[2] Adaptation VF : William Coryn[2]
- Société de distribution : Warner Bros. Pictures
- Budget : 30 millions USD
- Pays :  Royaume-Uni,  Allemagne et  France
- Langue : anglais, allemand et turc
- Genre : thriller
- Durée : 113 minutes
- Dates de sortie[3] :
  -  États-Unis : 18 février 2011
  -  France : 2 mars 2011

## Distribution
- Liam Neeson (VF : Frédéric van den Driessche ; VQ : Éric Gaudry) : le docteur Martin Harris
- Diane Kruger (VF : Violetta Michaelzuk[4] ; VQ : Pascale Montreuil[5]) : Gina
- January Jones (VF : Nathalie Karsenti[2] ; VQ : Aline Pinsonneault) : Elizabeth « Liz » Harris
- Frank Langella (VF : Pierre Dourlens ; VQ : Denis Mercier) : le professeur Rodney Cole
- Aidan Quinn (VF : Bernard Lanneau ; VQ : Benoit Rousseau) : Martin B.
- Bruno Ganz (VF : Georges Claisse ; VQ : Vincent Davy) : Ernst Jürgen
- Sebastian Koch (VF : Bernard Gabay ; VQ : Daniel Picard) : Bressler
- Stipe Erceg : Jones, le tueur habillé de noir
- Olivier Schneider : Smith, le tueur aux lunettes
- Rainer Bock (VF : Jean-Luc Kayser) : Strauss
- Karl Markovics (VF : Richard Sammel) : Dr Farge

## Production

### Tournage
L'essentiel du tournage a eu lieu début 2010 à Berlin, en Allemagne et le film a été présenté hors-compétition lors du 61e Festival international du film de Berlin. Une partie du tournage a été réalisée à l'hôtel Adlon, où l'histoire du film prend place.

## Accueil

### Box-office
- Mondial : 130 786 397 $ ; 15,4 millions d'entrées fin 2011[9]
- États-Unis : 63 686 397 $
- France : 1 013 267 entrées